# Zjit
Zjit (russisk: Жить) er en russisk spillefilm fra 2010 af Jurij Bykov.

## Medvirkende
- Vladislav Toldykov som Mikhail
- Denis Sjvedov som Andrey
- Sergej Beljajev
- Aleksej Komasjko som Sergej
- Sergej Sosnovskij